# Съдията (филм, 2002)
„Съдията“ (на македонска литературна норма: „Судијата“) е филм от Република Македония от 2002 година на режисьора Жанета Вангели по неин сценарий.